# Le Mesnil-Mauger
Le Mesnil-Mauger és un municipi francès situat al departament de Calvados i a la regió de Normandia. L'any 2007 tenia 1.033 habitants.

## Demografia

### Població
El 2007 la població de fet de Le Mesnil-Mauger era de 1.033 persones. Hi havia 391 famílies de les quals 82 eren unipersonals (31 homes vivint sols i 51 dones vivint soles), 133 parelles sense fills, 160 parelles amb fills i 16 famílies monoparentals amb fills.
La població ha evolucionat segons el següent gràfic:
Habitants censats

### Habitatges
El 2007 hi havia 479 habitatges, 394 eren l'habitatge principal de la família, 63 eren segones residències i 22 estaven desocupats. 467 eren cases i 6 eren apartaments. Dels 394 habitatges principals, 286 estaven ocupats pels seus propietaris, 97 estaven llogats i ocupats pels llogaters i 11 estaven cedits a títol gratuït; 2 tenien una cambra, 17 en tenien dues, 59 en tenien tres, 112 en tenien quatre i 204 en tenien cinc o més. 246 habitatges disposaven pel capbaix d'una plaça de pàrquing. A 166 habitatges hi havia un automòbil i a 208 n'hi havia dos o més.

### Piràmide de població
La piràmide de població per edats i sexe el 2009 era:
| Homes | Edats   | Dones |
| ----- | ------- | ----- |
| 0     | 95 o +  | 0     |
| 0     | 90 a 94 | 8     |
| 4     | 85 a 89 | 16    |
| 0     | 80 a 84 | 8     |
| 12    | 75 a 79 | 8     |
| 32    | 70 a 74 | 24    |
| 16    | 65 a 69 | 16    |
| 24    | 60 a 64 | 24    |
| 20    | 55 a 59 | 4     |
| 40    | 50 a 54 | 32    |
| 48    | 45 a 49 | 32    |
| 36    | 40 a 44 | 48    |
| 48    | 35 a 39 | 44    |
| 36    | 30 a 34 | 24    |
| 8     | 25 a 29 | 36    |
| 36    | 20 a 24 | 28    |
| 32    | 15 a 19 | 36    |
| 20    | 10 a 14 | 48    |
| 32    | 5 a 9   | 36    |
| 20    | 0 a 4   | 36    |

## Economia
El 2007 la població en edat de treballar era de 674 persones, 511 eren actives i 163 eren inactives. De les 511 persones actives 466 estaven ocupades (252 homes i 214 dones) i 44 estaven aturades (19 homes i 25 dones). De les 163 persones inactives 60 estaven jubilades, 52 estaven estudiant i 51 estaven classificades com a «altres inactius».

### Ingressos
El 2009 a Le Mesnil-Mauger hi havia 386 unitats fiscals que integraven 1.020 persones, la mediana anual d'ingressos fiscals per persona era de 16.256 €.

### Activitats econòmiques
Dels 41 establiments que hi havia el 2007, 1 era d'una empresa extractiva, 1 d'una empresa alimentària, 3 d'empreses de fabricació d'altres productes industrials, 12 d'empreses de construcció, 5 d'empreses de comerç i reparació d'automòbils, 2 d'empreses de transport, 2 d'empreses d'hostatgeria i restauració, 2 d'empreses d'informació i comunicació, 2 d'empreses immobiliàries, 4 d'empreses de serveis, 4 d'entitats de l'administració pública i 3 d'empreses classificades com a «altres activitats de serveis».
Dels 11 establiments de servei als particulars que hi havia el 2009, 2 eren tallers de reparació d'automòbils i de material agrícola, 1 paleta, 2 guixaires pintors, 2 fusteries, 1 electricista, 2 empreses de construcció i 1 perruqueria.
L'únic establiment comercial que hi havia el 2009 era una botiga de menys de 120 m².
L'any 2000 a Le Mesnil-Mauger hi havia 56 explotacions agrícoles que ocupaven un total de 1.656 hectàrees.

## Equipaments sanitaris i escolars
El 2009 hi havia una escola elemental.

## Poblacions més properes
El següent diagrama mostra les poblacions més properes.